# 马努埃尔·弗里戈
马努埃尔·弗里戈（義大利語：Manuel Frigo，1997年2月18日—），意大利男子游泳运动员。他曾代表意大利参加2020年夏季奥林匹克运动会游泳比赛，获得男子4×100米自由泳接力银牌。